# 布拉森施泰因山麓圣托马斯
布拉森施泰因山麓圣托马斯是奥地利上奥地利州佩尔格县的一个市镇。总面积29平方公里，总人口878人，人口密度30.3人/平方公里（2005年）。